# Großer Preis von Berlin (Pferdesport)

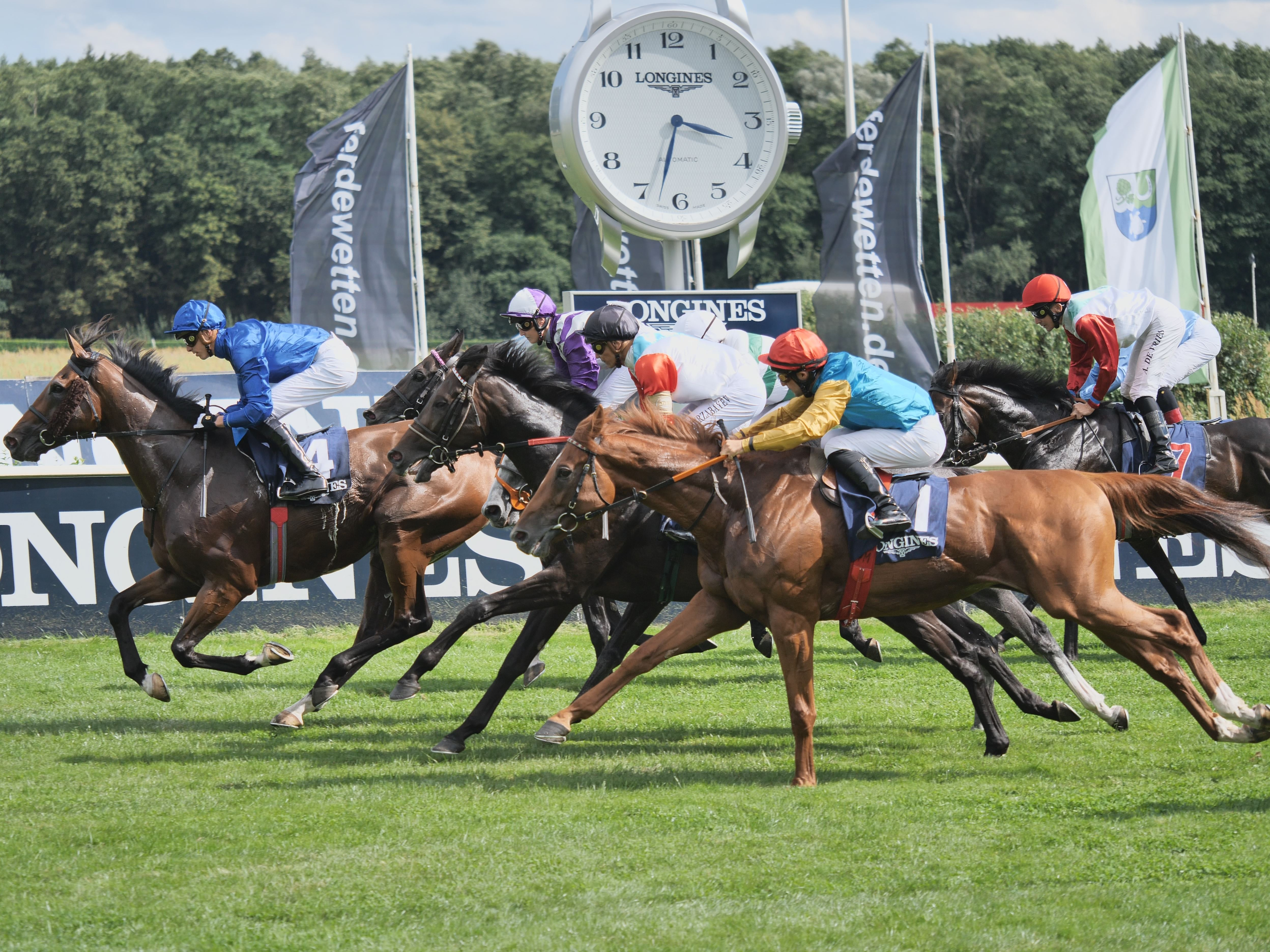
Der Große Preis von Berlin, 2021

Der Große Preis von Berlin ist ein Pferderennen, das jährlich Anfang August auf der Galopprennbahn Hoppegarten bei Berlin stattfindet. Das Rennen wurde 1888 erstmalig ausgetragen und zählt international zu den renommierten Galopprennsport-Ereignissen.
Es ist eins von sieben Gruppe-Ι-Rennen in Deutschland. Die Distanz des Rennens beträgt 2400 Meter. Das Rennen ist offen für 3-jährige und ältere Pferde und ist mit 155.000 Euro Preisgeld dotiert.
Traditionell zieht es viele der Sieger des Rennens zwei Monate später zum größten Rennen Europas, dem Prix de l’Arc de Triomphe in Paris. Oftmals laufen die ehemaligen Sieger des Großen Preis von Berlin dort sehr erfolgreich. Die Gewinner aus den Jahren 2011 (Danedream), 2020 (Torquator Tasso) und 2021 (Alpinista) konnten allesamt anschließend an ihren Triumph in Berlin auch Europas wichtigstes Rennen gewinnen, was den großen Preis von Berlin immer wieder attraktiv für ambitionierte internationale Rennpferde macht.

## Geschichte
Der Große Preis von Berlin wurde zum ersten Mal 1888 auf der Galopprennbahn Hoppegarten über eine Distanz von 2000 Meter ausgetragen, 1897 änderte sich die zu absolvierende Strecke auf 2200 Meter.
Ab dem Jahre 1909 wurde dieses Rennen auf der Rennbahn Grunewald in Berlin ausgetragen und bis 1926 betrug die Distanz nun 2400 Meter. Ab 1927 wurde die Distanz auf 2600 m verlängert.
1934 ging das Rennen zurück nach Hoppegarten, weil auf dem Gelände der Rennbahn Grunewald das Olympiastadion für die Olympischen Spiele 1936 errichtet wurde. 1937 benannte man das Rennen in „Großer Preis der Reichshauptstadt“ um und verkürzte die Distanz auf 2400 m. In den Jahren 1943 und 1944 wurde das Rennen erneut über 2600 m ausgetragen.
Aufgrund des Zweiten Weltkrieges konnte das Rennen 1945 und 1946 nicht ausgetragen werden.
Nach dem Krieg wurde das Rennen ab 1947 in Westdeutschland auf der Rennbahn Düsseldorf über 2400 m ausgetragen und hieß nun Großer Preis von Nordrhein-Westfalen. Von 1948 bis 1964 wurde über 2600 m gelaufen. Seit 1965 beträgt die Distanz 2400 m. 1972 wurde das Rennen als Gruppe-Ι-Rennen eingestuft und ab 1977 wurde wieder der ursprüngliche Name „Großer Preis von Berlin“ beziehungsweise „Großer Preis der Berliner Bank“ verwendet. 1996 wurde das Rennen in „Deutschlandpreis“ umbenannt. 2010 wurde es einmalig mit dem „Hansa-Preis“ zusammengeführt und in Hamburg-Horn ausgetragen. 2011 kehrte das Rennen schließlich wieder nach Hoppegarten zurück und trägt wieder den alten Namen „Großer Preis von Berlin“.

## Sieger

### 1888–1969
- 1888: Durchgänger
- 1889: Freimaurer
- 1890: Dalberg
- 1891: Hawk
- 1892: Dorn
- 1893: Hardenberg
- 1894: Ausmärker
- 1895: Hannibal
- 1896: Rondinelli
- 1897: Tokio
- 1898: Magister / Sperber's Bruder *
- 1899: Namouna
- 1900: Xamete
- 1901: Tuki
- 1902: Slanderer
- 1903: Signor
- 1904: Pathos
- 1905: Slaby
- 1906: Festino
- 1907: Fels
- 1908: Horizont
- 1909: For Ever
- 1910: Fervor
- 1911: Icy Wind
- 1912: Dolomit
- 1913: Majestic
- 1914: Orelio
- 1915: Rennen fand nicht statt
- 1916: Anschluss
- 1917: Landgraf
- 1918: Traum
- 1919: Eckstein
- 1920: Herold
- 1921: Ossian
- 1922: Wallenstein
- 1923: Augias
- 1924: Augias
- 1925: Weissdorn
- 1926: Ferro
- 1927: Mah Jong
- 1928: Oleander
- 1929: Oleander
- 1930: Alba
- 1931: Sichel
- 1932: Wolkenflug
- 1933: Alchimist
- 1934: Blinzen
- 1935: Sturmvogel
- 1936: Sturmvogel
- 1937: Corrida
- 1938: Antonym
- 1939: Elritzling
- 1940: Schwarzgold
- 1941: Niccolo dell'Arca
- 1942: Ticino
- 1943: Ticino
- 1944: Ticino
- 1945–46: Rennen fand nicht statt
- 1947: Glockenton
- 1948: Solo
- 1949: Nebelwerfer
- 1950: Niederländer
- 1951: Grande
- 1952: Mangon
- 1953: Tasmin
- 1954: Mangon
- 1955: Masetto
- 1956: Gombar
- 1957: Mogul
- 1958: Agio
- 1959: Waldcanter
- 1960: Wicht
- 1961: Windbruch
- 1962: Windbruch
- 1963: Mercurius
- 1964: Mercurius
- 1965: Mercurius
- 1966: Kronzeuge
- 1967: Norfolk
- 1968: Luciano
- 1969: Cortez

### 1970 bis heute
| Jahr | Sieger           | Alter | Jockey                  | Trainer                | Besitzer                                 | Zeit    | Land                   |
| ---- | ---------------- | ----- | ----------------------- | ---------------------- | ---------------------------------------- | ------- | ---------------------- |
| 1970 | Alpenkönig       | 3     | Fritz Drechsler         | Heinz Jentzsch         | Gestüt Schlenderhan                      | 2:37.10 | Deutschland            |
| 1971 | Lombard          | 4     | Fritz Drechsler         | Heinz Jentzsch         | Gestüt Schlenderhan                      | 2:32.40 | Deutschland            |
| 1972 | Lombard          | 5     | Fritz Drechsler         | Heinz Jentzsch         | Gestüt Schlenderhan                      | 2:35.60 | Deutschland            |
| 1973 | Arratos          | 4     | Fritz Drechsler         | Heinz Jentzsch         | Gestüt Schlenderhan                      | 2:30.80 | Deutschland            |
| 1974 | Tannenberg       | 4     | Jerzy Jednaszewski      | Heinz Gummelt          | Gestüt Ravensberg                        | 2:40.80 | Deutschland            |
| 1975 | Athenagoras      | 5     | Harro Remmert           | Sven von Mitzlaff      | Gestüt Zoppenbroich                      | 2:26.70 | Deutschland            |
| 1976 | Windwurf         | 4     | Jerzy Jednaszewski      | Heinz Gummelt          | Gestüt Ravensberg                        | 2:36.00 | Deutschland            |
| 1977 | Windwurf         | 5     | Geoff Lewis             | Heinz Gummelt          | Gestüt Ravensberg                        | 2:31.70 | Deutschland            |
| 1978 | First Lord       | 3     | Willie Carson           | Georg Zuber            | Stall Weissenhof                         | 2:31.50 | Deutschland            |
| 1979 | Nebos            | 3     | Lutz Mäder              | Hein Bollow            | Margit Gräfin von Batthyány              | 2:36.20 | Deutschland            |
| 1980 | Nebos            | 4     | Lutz Mäder              | Hein Bollow            | Margit Gräfin von Batthyány              | 2:27.60 | Deutschland            |
| 1981 | Lydian           | 3     | Freddy Head             | Criquette Head-Maarek  | Ecurie Aland                             | 2:36.50 | Frankreich             |
| 1982 | Orofino          | 4     | Peter Alafi             | Sven von Mitzlaff      | Gestüt Zoppenbroich                      | 2:34.60 | Deutschland            |
| 1983 | Abary            | 3     | Andrzej Tylicki         | Heinz Jentzsch         | Gestüt Fährhof                           | 2:29.40 | Deutschland            |
| 1984 | Abary            | 4     | Georg Bocskai           | Heinz Jentzsch         | Gestüt Fährhof                           | 2:28.70 | Deutschland            |
| 1985 | Ordos            | 5     | Peter Alafi             | Sven von Mitzlaff      | Gestüt Zoppenbroich                      | 2:27.30 | Deutschland            |
| 1986 | Acatenango       | 4     | Georg Bocskai           | Heinz Jentzsch         | Gestüt Fährhof                           | 2:27.70 | Deutschland            |
| 1987 | Le Glorieux      | 3     | Alain Lequeux           | Robert Collet          | Sieglinde Wolf                           | 2:29.50 | Frankreich             |
| 1988 | Helikon          | 5     | Lutz Mäder              | Bruno Schütz           | Stall Reckendorf                         | 2:36.78 | Deutschland            |
| 1989 | Mondrian         | 3     | Kevin Woodburn          | Uwe Stoltefuß          | Stall Hanse                              | 2:31.88 | Deutschland            |
| 1990 | Ibn Bey          | 6     | Richard Quinn           | Paul Cole              | Fahd Salman                              | 2:27.09 | Vereinigtes Konigreich |
| 1991 | Lomitas          | 3     | Peter Schiergen         | Andreas Wöhler         | Gestüt Fährhof                           | 2:28.99 | Deutschland            |
| 1992 | Platini          | 3     | Mark Rimmer             | Bruno Schütz           | Stall Steigenberger                      | 2:29.54 | Deutschland            |
| 1993 | Kornado          | 3     | Mark Rimmer             | Bruno Schütz           | Stall Granum                             | 2:40.10 | Deutschland            |
| 1994 | Sternkönig       | 4     | Andreas Helfenbein      | Theo Grieper           | Gestüt Röttgen                           | 2:25.38 | Deutschland            |
| 1995 | Lando            | 5     | Peter Schiergen         | Heinz Jentzsch         | Gestüt Ittlingen                         | 2:26.60 | Deutschland            |
| 1996 | Hollywood Dream  | 5     | John Reid               | Uwe Ostmann            | Gestüt Ittlingen                         | 2:26.35 | Deutschland            |
| 1997 | Luso             | 5     | Frankie Dettori         | Clive Brittain         | Darley Stud                              | 2:27.60 | Vereinigtes Konigreich |
| 1998 | Ungaro           | 4     | Terence Hellier         | Hans Blume             | Gestüt Röttgen                           | 2:30.82 | Deutschland            |
| 1999 | Ungaro           | 5     | Andrasch Starke         | Hans Blume             | Gestüt Röttgen                           | 2:26.30 | Deutschland            |
| 2000 | Mutafaweq        | 4     | Richard Hills           | Saeed bin Suroor       | Godolphin                                | 2:27.31 | Vereinigtes Konigreich |
| 2001 | Anzillero        | 4     | Kevin Woodburn          | Dave Richardson        | Gestüt Erlenhof                          | 2:29.22 | Deutschland            |
| 2002 | Marienbard       | 5     | Frankie Dettori         | Saeed bin Suroor       | Godolphin                                | 2:25.67 | Vereinigtes Konigreich |
| 2003 | Sabiango         | 5     | Eduardo Pedroza         | Andreas Wöhler         | Gestüt Fährhof                           | 2:31.48 | Deutschland            |
| 2004 | Albanova         | 5     | Terence Hellier         | Sir Mark Prescott      | Kirsten Rausing                          | 2:33.29 | Vereinigtes Konigreich |
| 2005 | Gonbarda         | 3     | Filip Minarik           | Uwe Ostmann            | Gestüt Auenquelle                        | 2:28.73 | Deutschland            |
| 2006 | Donaldson        | 4     | Torsten Mundry          | Peter Rau              | Gestüt Ittlingen                         | 2:33.06 | Deutschland            |
| 2007 | Schiaparelli     | 4     | Andrasch Starke         | Peter Schiergen        | Stall Blankenese                         | 2:31.26 | Deutschland            |
| 2008 | Adlerflug        | 4     | Fredrik Johansson       | Jens Hirschberger      | Gestüt Schlenderhan                      | 2:37.58 | Deutschland            |
| 2009 | Getaway          | 6     | Stephen Hellyn          | Jens Hirschberger      | Georg von Ullmann                        | 2:28.51 | Deutschland            |
| 2010 | Campanologist    | 5     | Frankie Dettori         | Saeed bin Suroor       | Godolphin                                | 2:33.04 | Vereinigtes Konigreich |
| 2011 | Danedream        | 3     | Andrasch Starke         | Peter Schiergen        | Gestüt Burg Eberstein                    | 2:33.50 | Deutschland            |
| 2012 | Meandre          | 4     | Maxime Guyon            | André Fabre            | Édouard de Rothschild                    | 2:31.50 | Frankreich             |
| 2013 | Nymphea          | 4     | Dennis Schiergen        | Peter Schiergen        | Stall Nizza                              | 2:26.30 | Deutschland            |
| 2014 | Sirius           | 3     | Stephen Hellyn          | Andreas Löwe           | Stall Molenhof                           | 2:31.50 | Deutschland            |
| 2015 | Second Step      | 4     | Jamie Spencer           | Luca Cumani            | Merry Fox Stud                           | 2:28.50 | Vereinigtes Konigreich |
| 2016 | Protectionist    | 6     | Eduardo Pedroza         | Andreas Wöhler         | Australian Bloodstock                    | 2:41.10 | Deutschland            |
| 2017 | Dschingis Secret | 4     | Adrie de Vries          | Markus Klug            | Horst Pudwill                            | 2:32.89 | Deutschland            |
| 2018 | Best Solution    | 4     | Pat Cosgrave            | Saeed bin Suroor       | Godolphin                                | 2:29,35 | Vereinigtes Konigreich |
| 2019 | French King      | 4     | Olivier Peslier         | Henri Alex Pantall     | Abdullah bin Chalifa Al Thani            | 2:35,16 | Frankreich             |
| 2020 | Torquator Tasso  | 3     | L. Delozier             | Marcel Weiß            | Gestüt Auenquelle                        | 2:33,78 | Deutschland            |
| 2021 | Alpinista        | 4     | Luke Morris             | Sir Mark Prescott      | Kirsten Rausing                          | 2:29,48 | Vereinigtes Konigreich |
| 2022 | Rebel's Romance  | 4     | James Doyle             | Charlie Appleby        | Godolphin                                | 2:32,93 | Vereinigtes Konigreich |
| 2023 | Simca Mille      | 4     | Alexis Pouchin          | Stephane Wattel        | Haras de la Perelle                      | 2:34,24 | Frankreich             |
| 2024 | Al Riffa         | 4     | Dylan Browne Mc Monagle | Joseph Patrick O'Brien | Al Riffa Syndicate u. Masaaki Matsushima | 2:30,29 | Irland                 |

## Großer Preis von Berlin 2024
Der Große Preis von Berlin 2024 fand am 11. August 2024 auf der Galopprennbahn Hoppegarten statt. Überlegener Siegerin war der aus Irland angereiste, im Besitz des Al Riffa Syndicate und Masaaki Matsushima stehende und von Joseph Patrick O'Brien trainierte Hengst Al Riffa (von Wooton Bassett aus der Love on my Mind).

### Bilder des SiegersAl Riffa

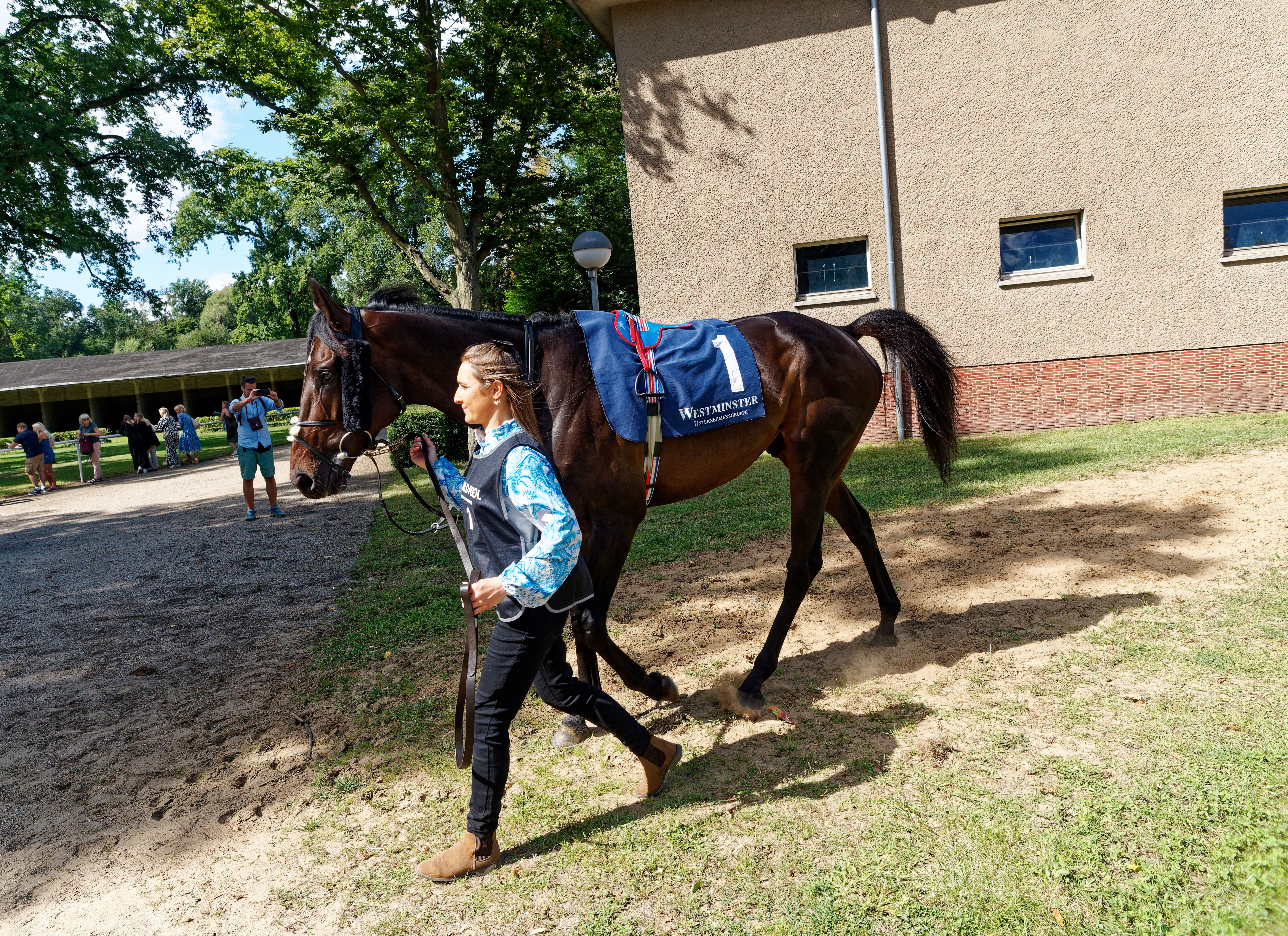
auf dem Weg zu den Sattelboxen
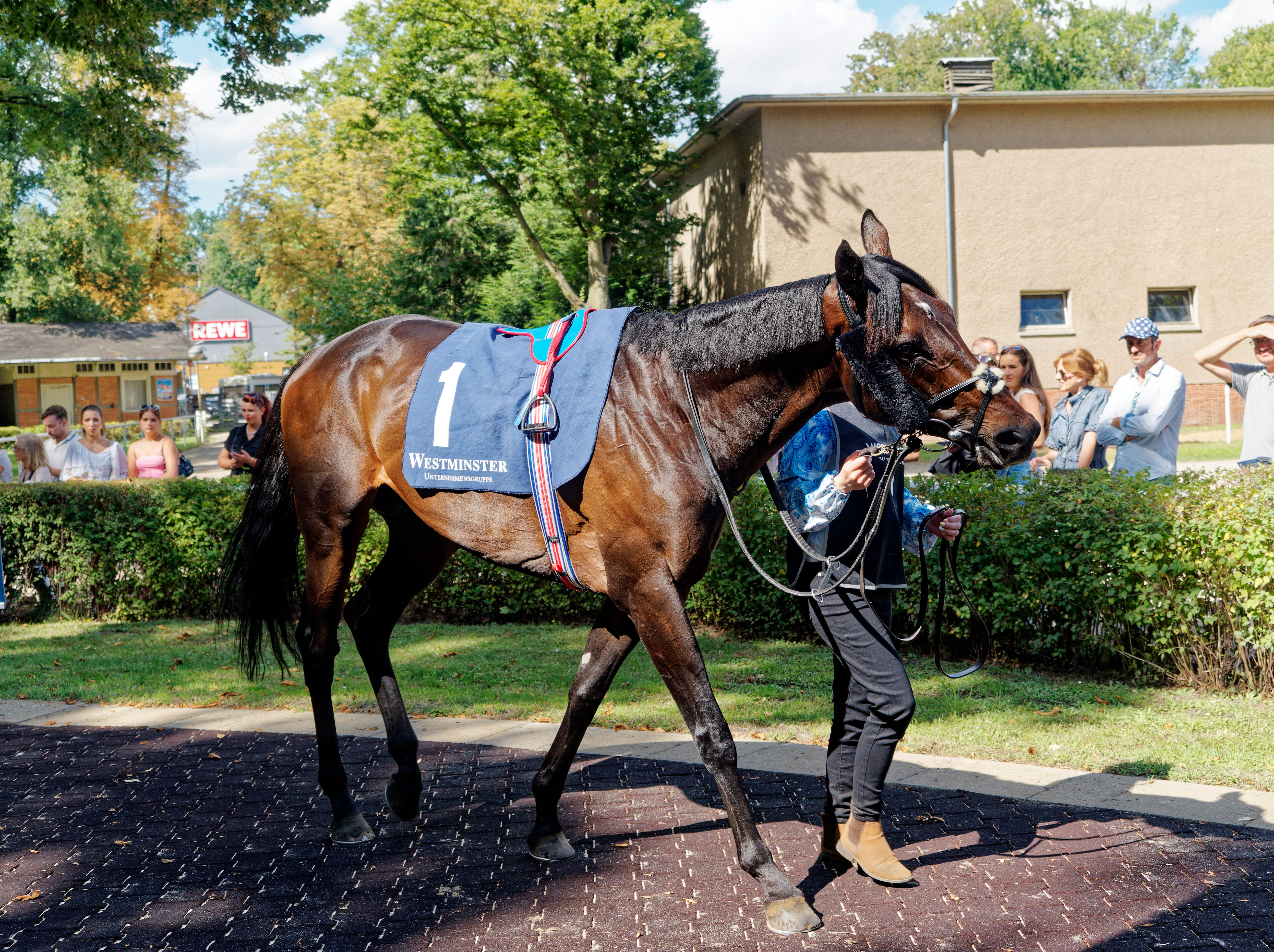
im Führring
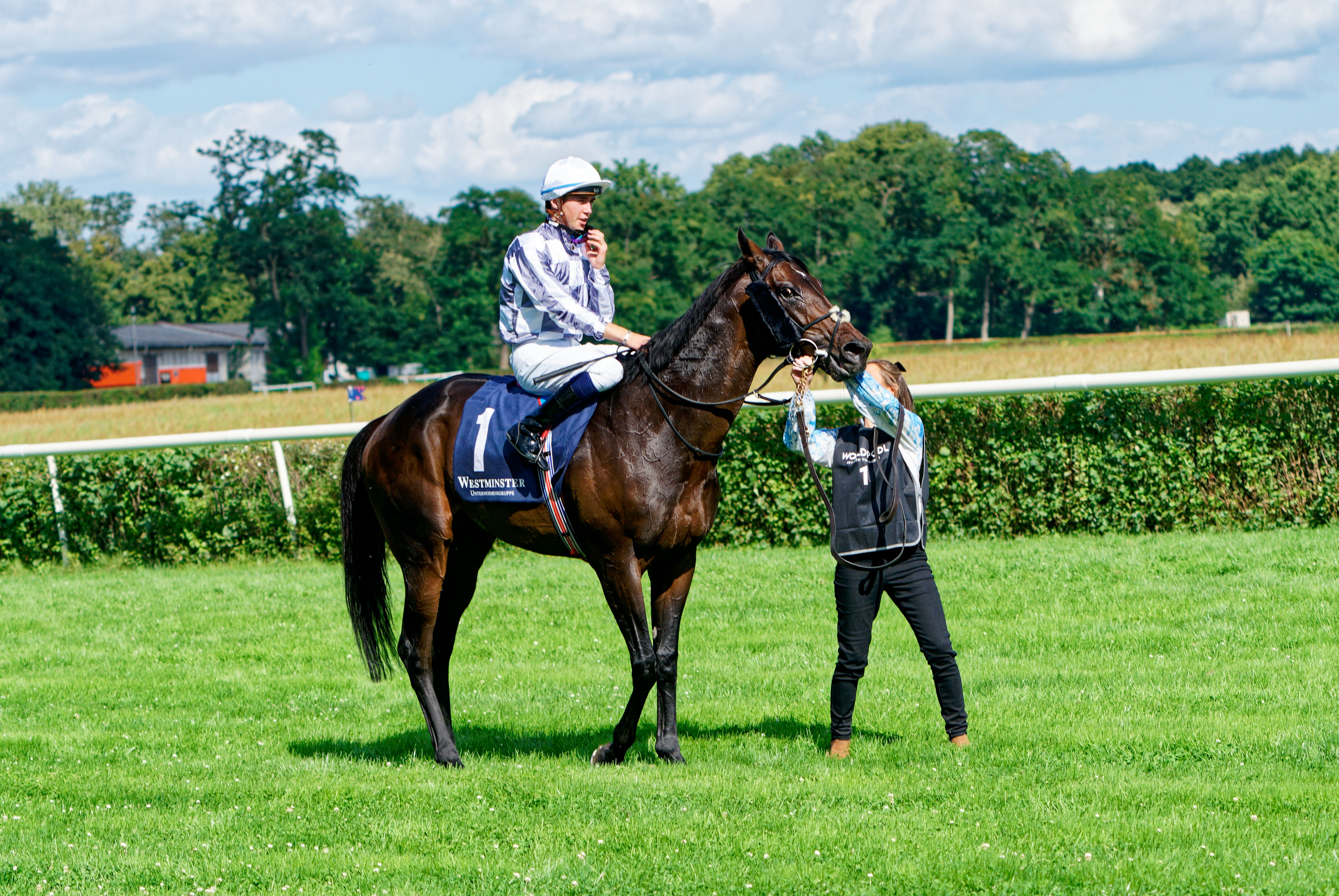
nach dem Rennen auf dem Geläuf
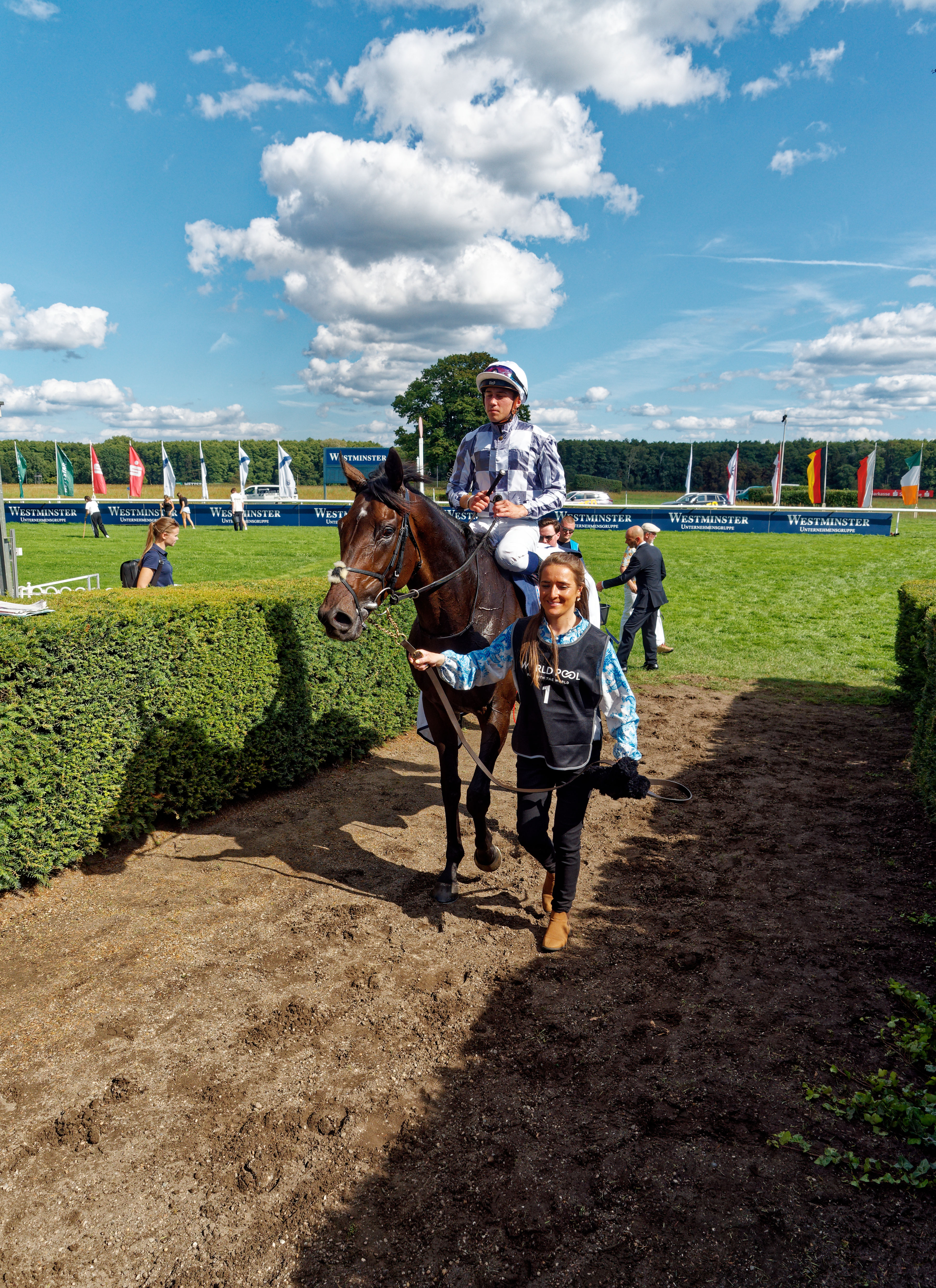
auf dem Weg zum Absattelring
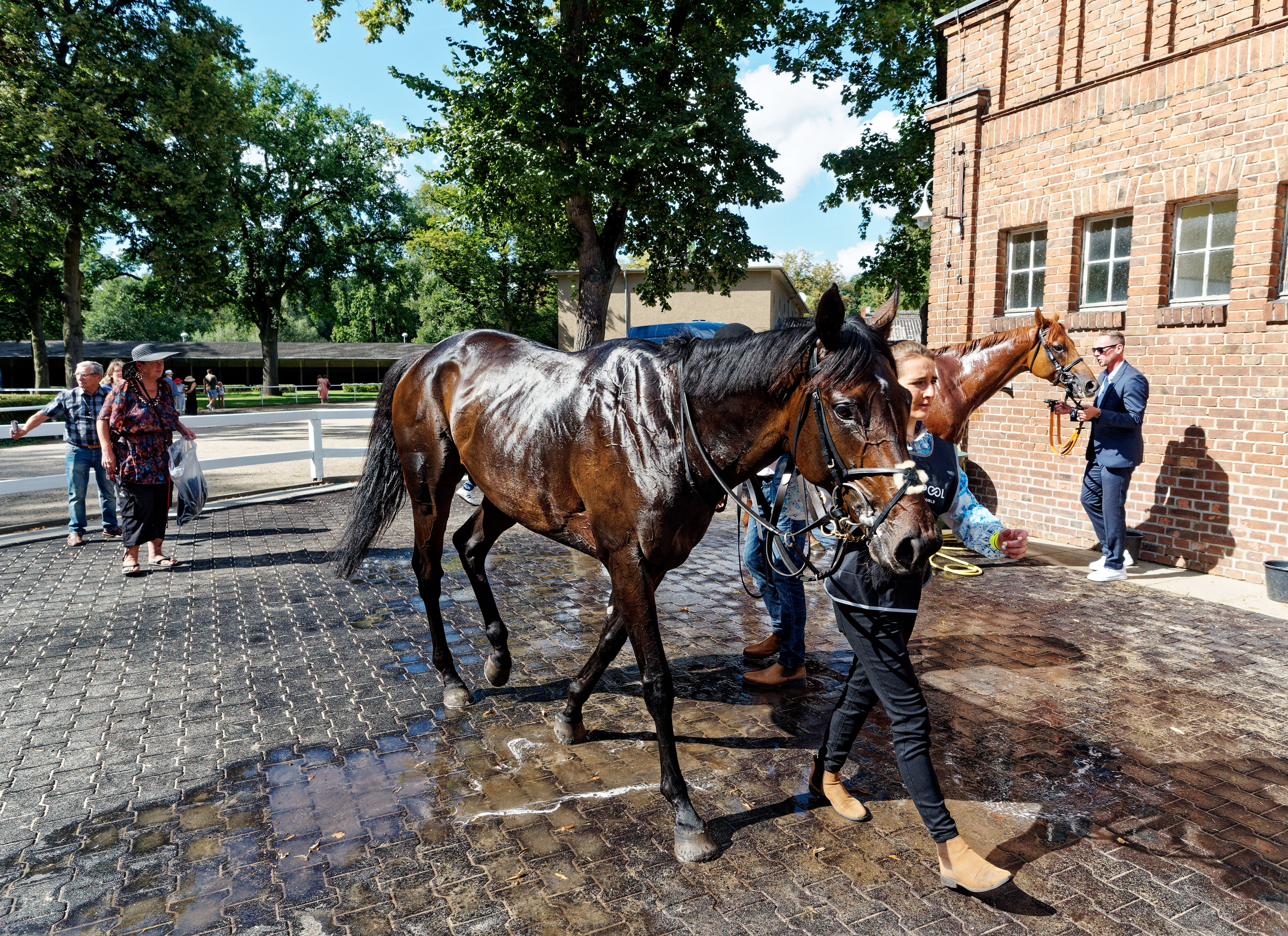
bei den Duschen am Absattelring

### Bilder der platzierten Pferde

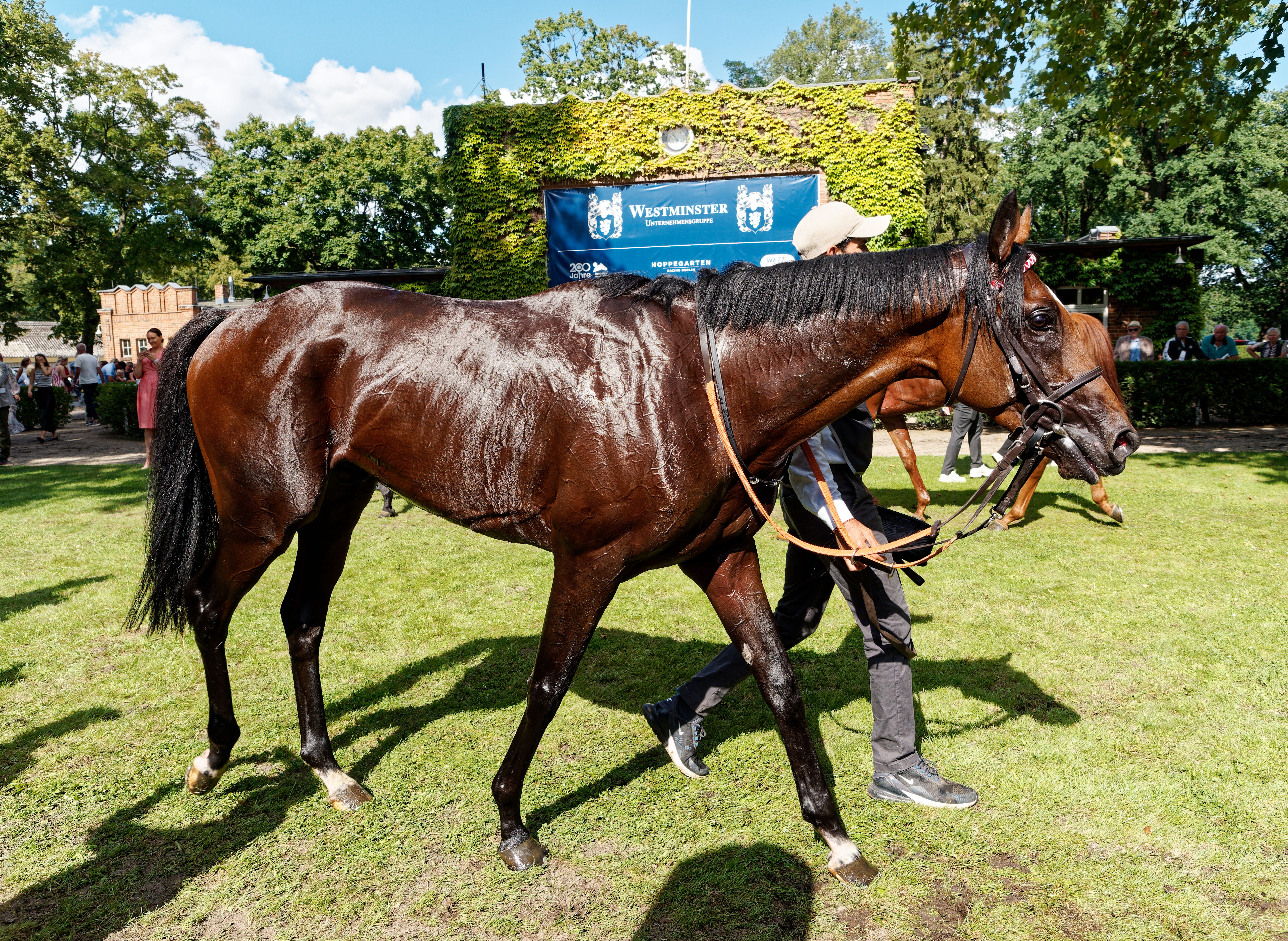
Narrativo
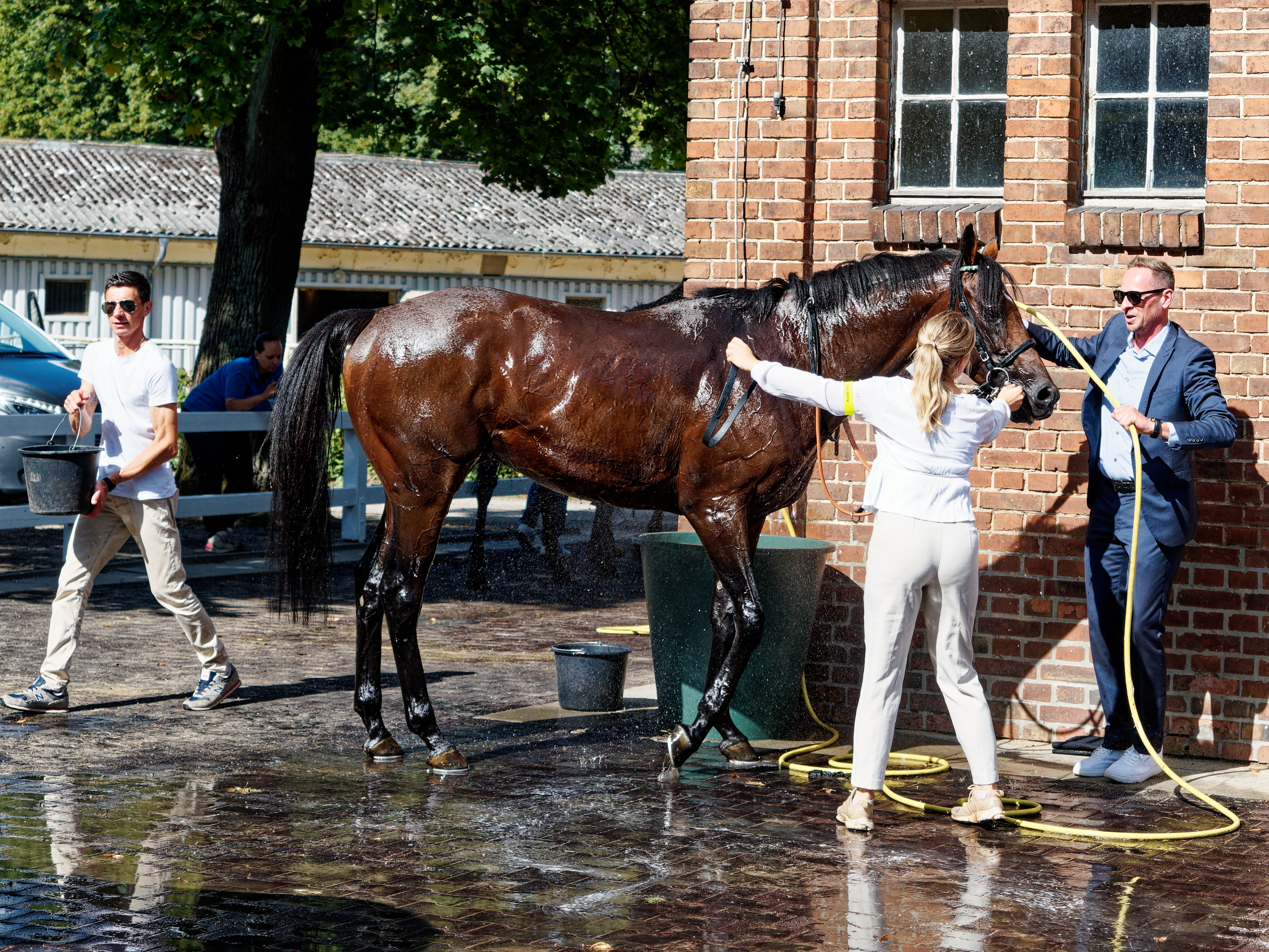
Best of Lips
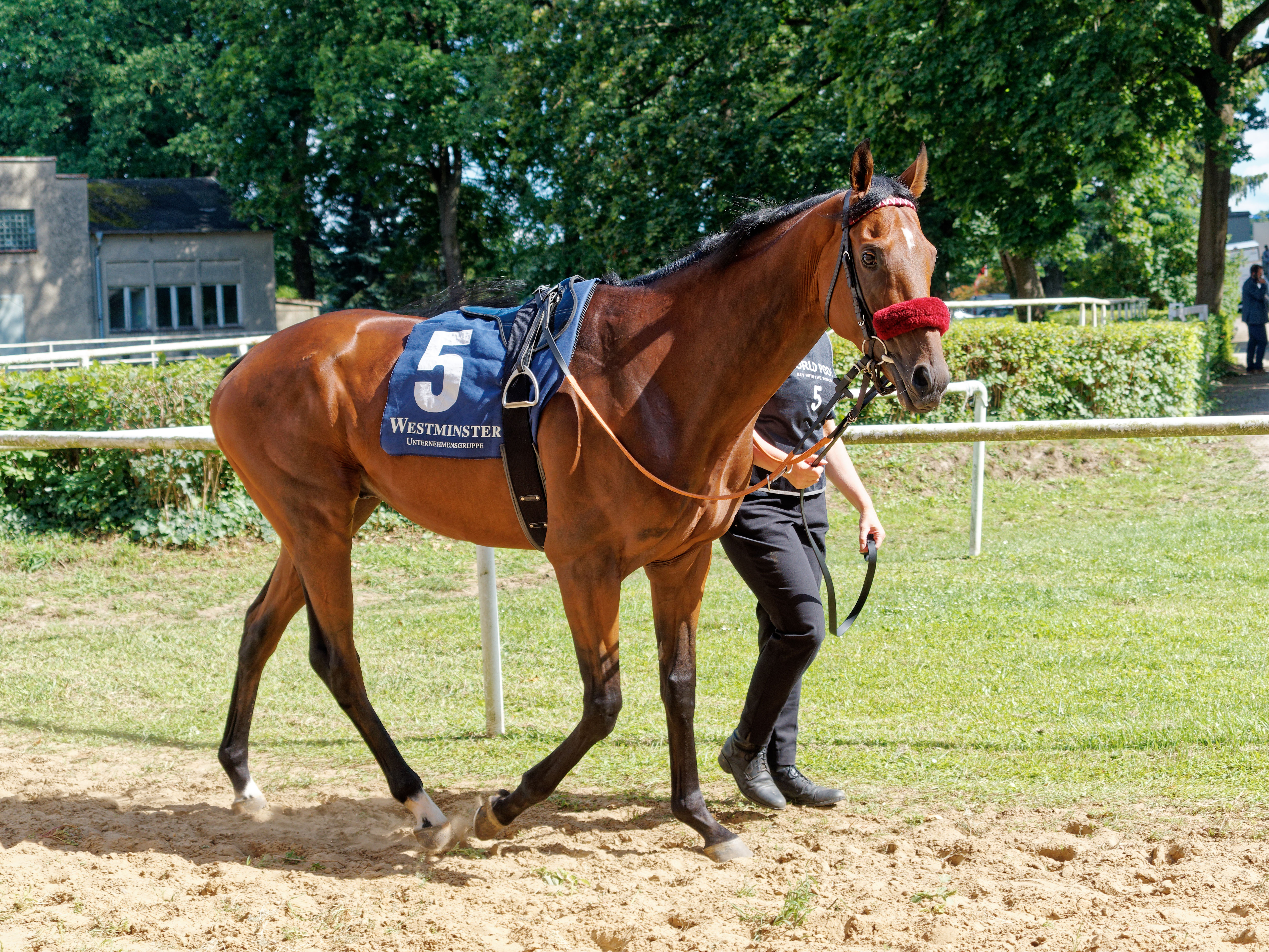
Mr. Hollywood
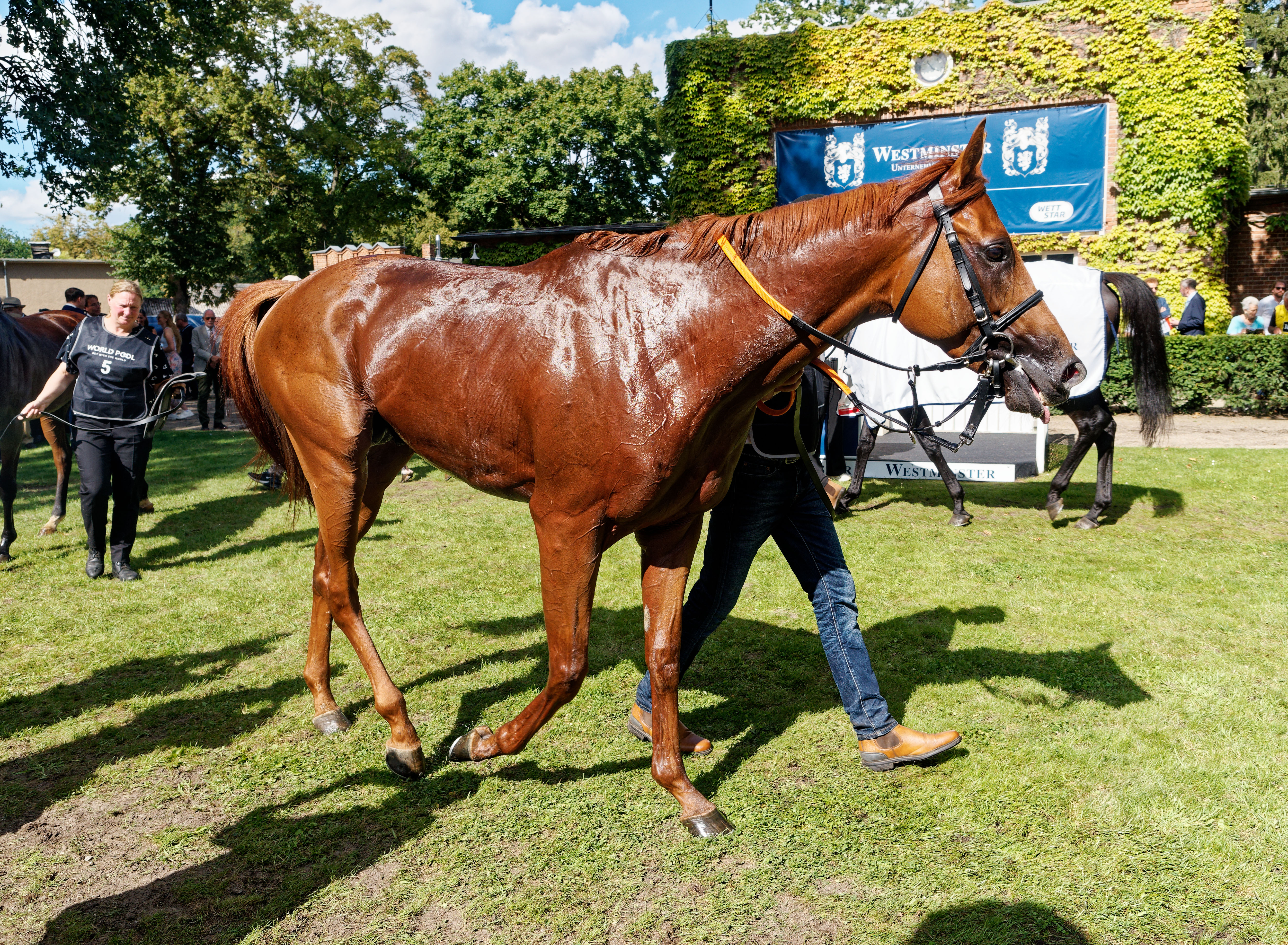
Tünnes

### Bilder vom Rennen

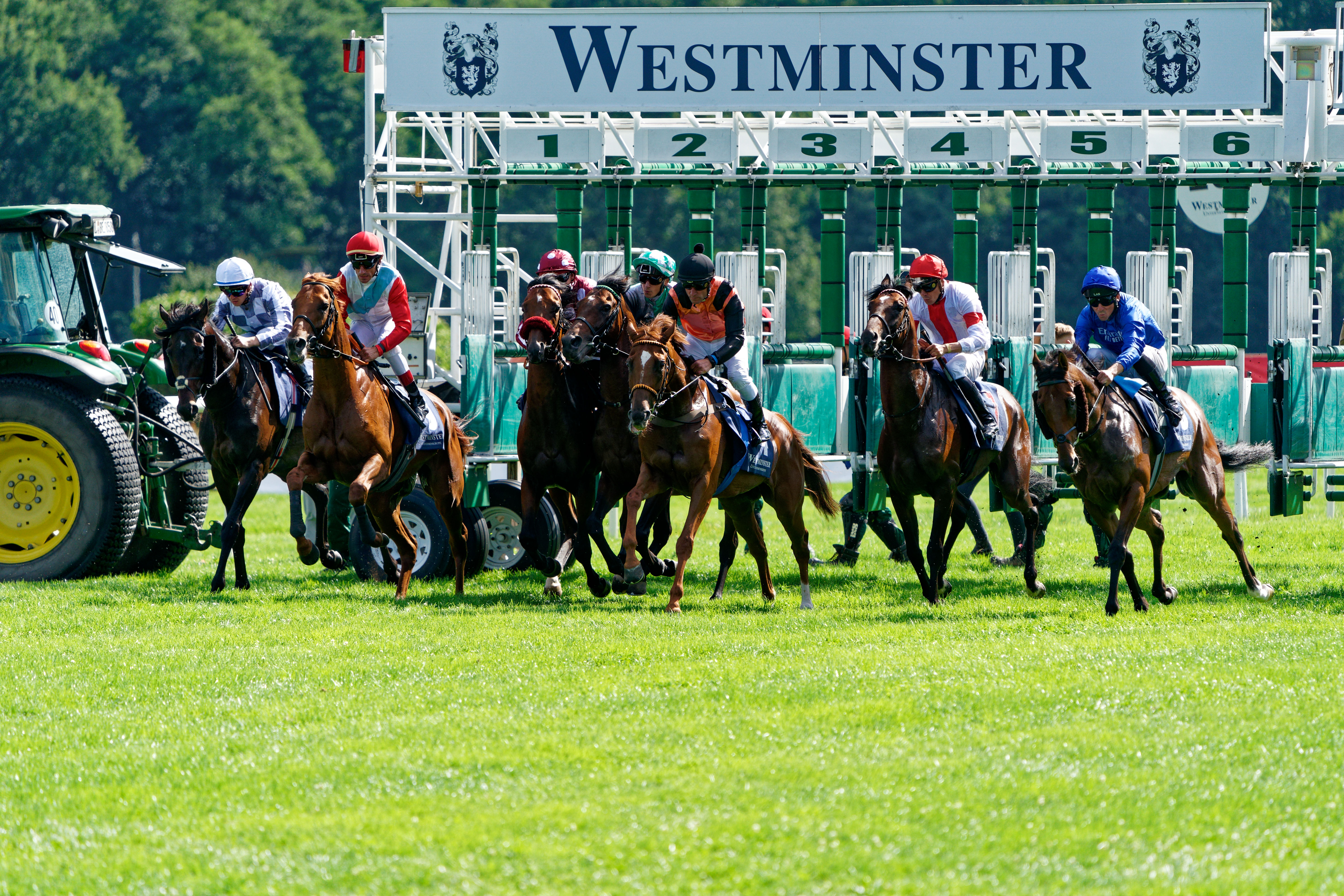
Start
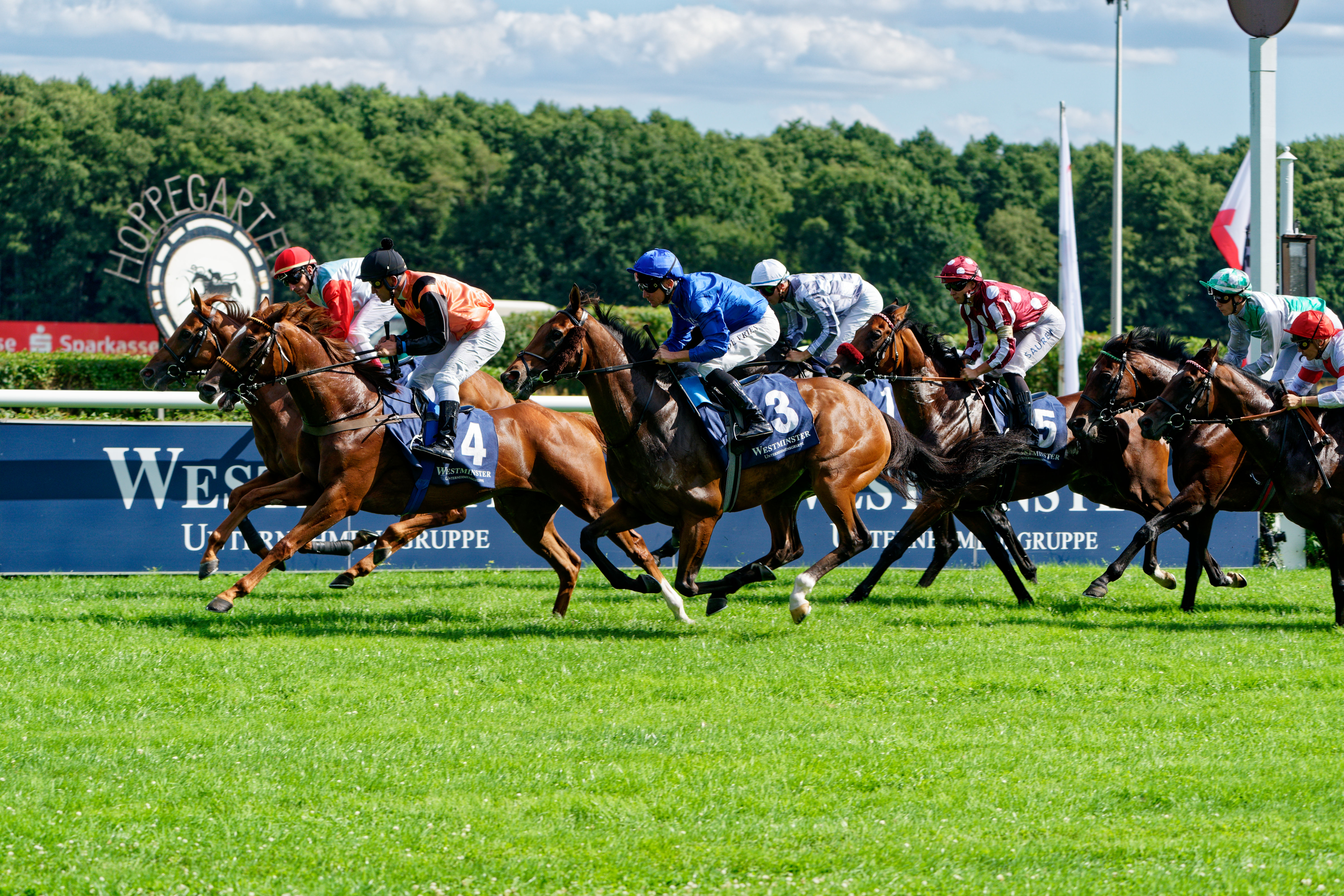
Die Pferde passieren zum ersten Mal den Zielpfosten
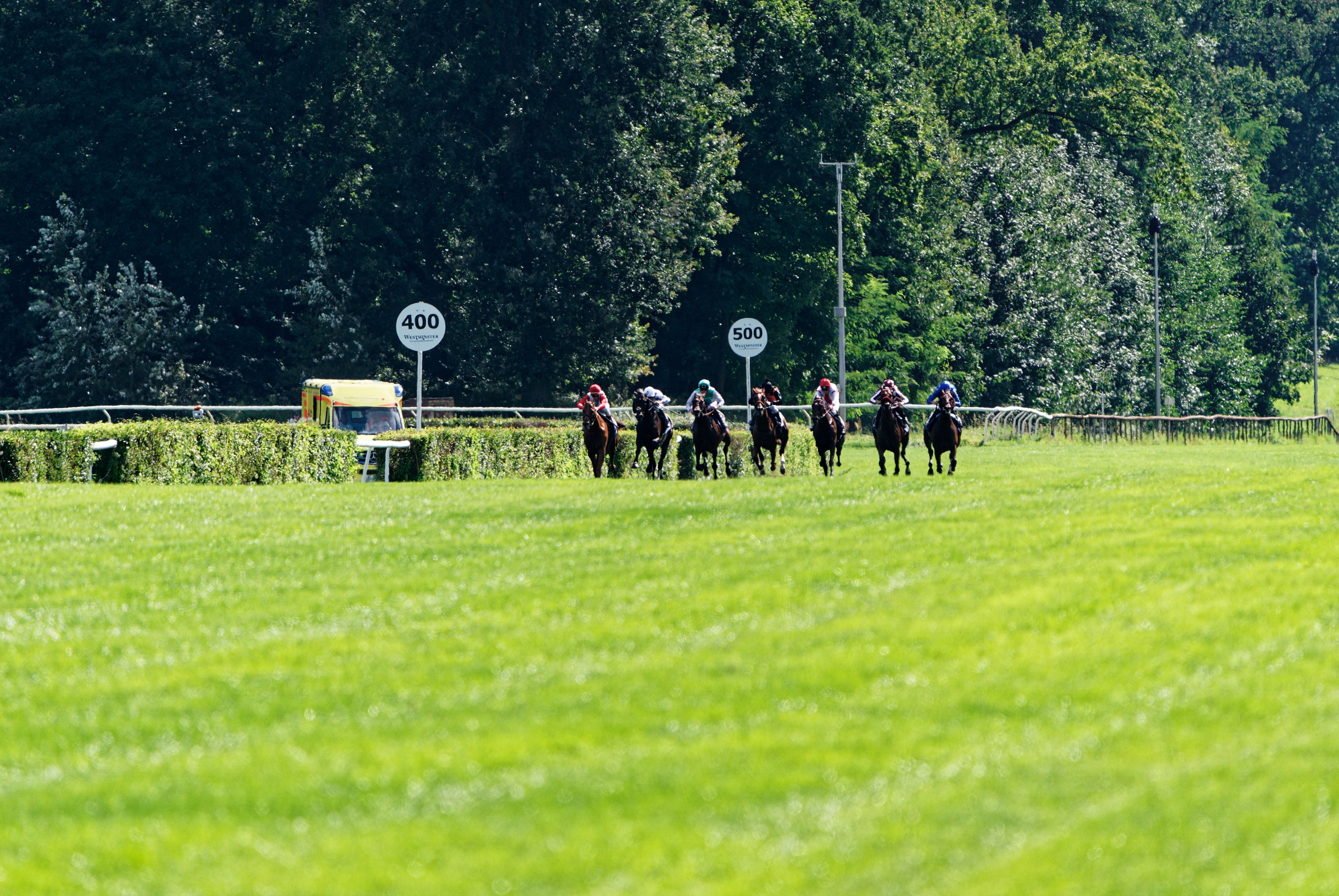
450 Meter vor dem Ziel liegt Tünnes vor Best of Lips und Al Riffa in Führung
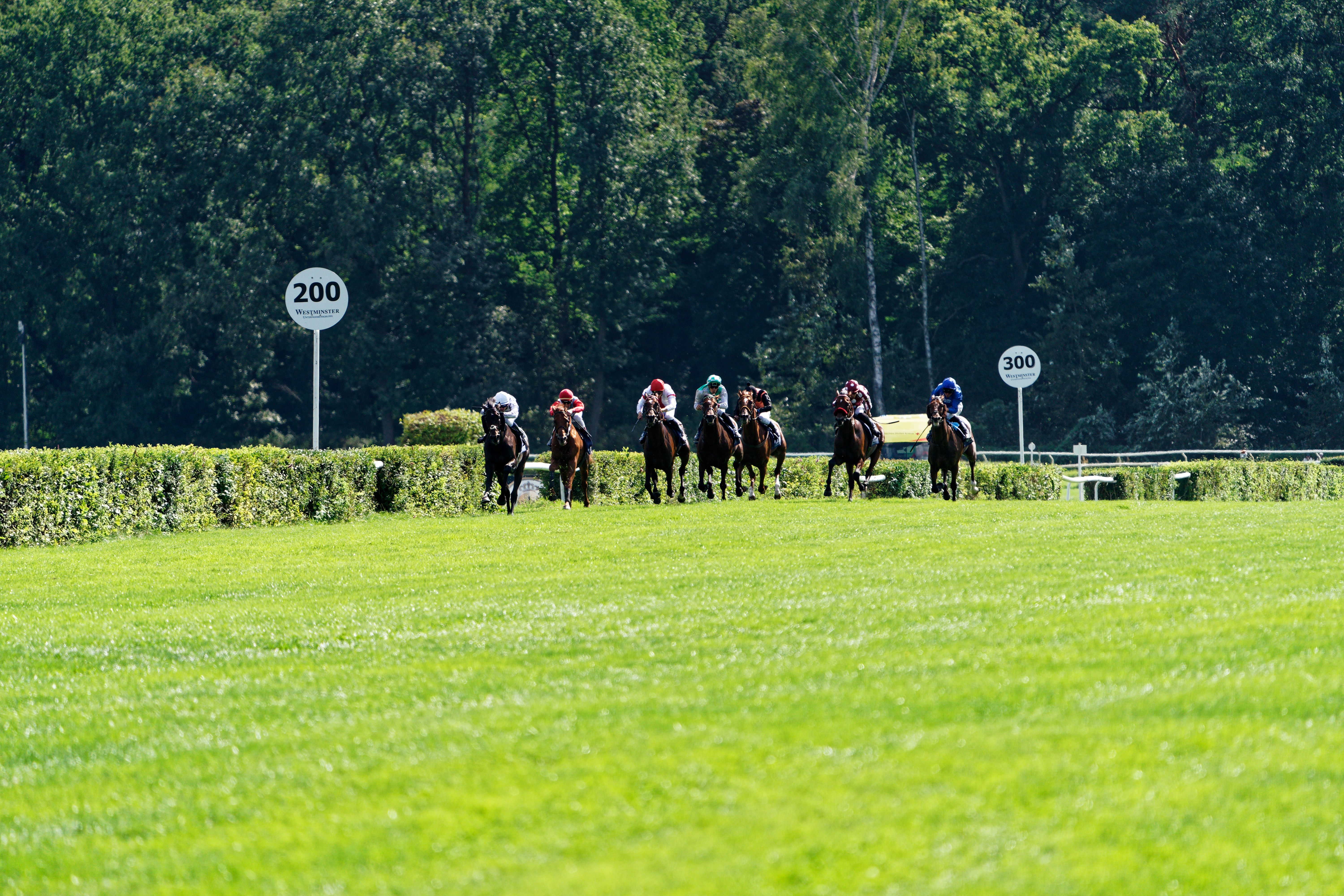
220 Meter vor dem Ziel hat Al Riffa den lange führenden Tünnes passiert. Dahinter Narrativo vor Best of Lips und Mr. Hollywood
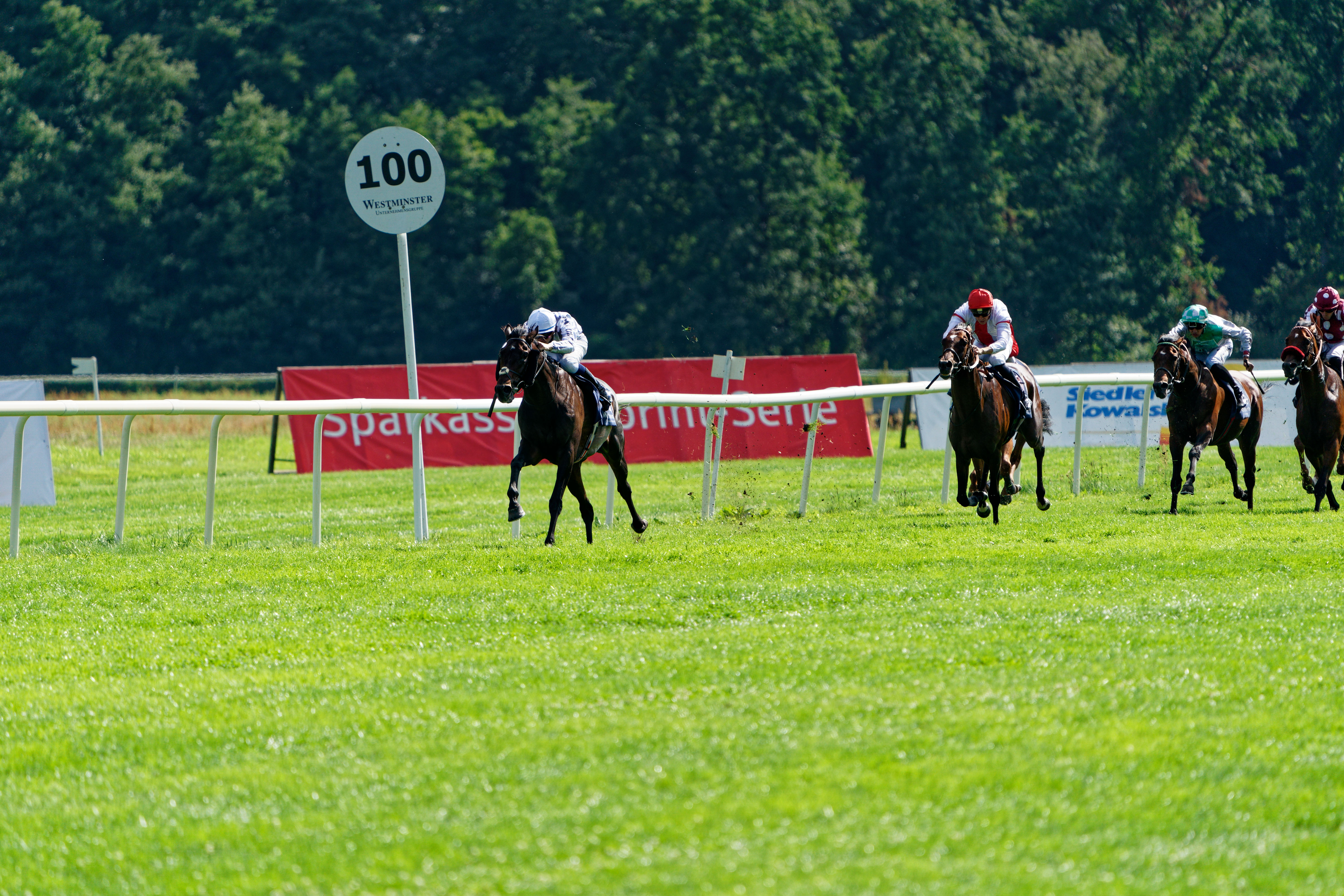
90 Meter liegt Al Riffa klar in Führung. Dahinter hat Narrativo Tünnes überholt. Es folgen Best of Lips und Mr. Hollywood.
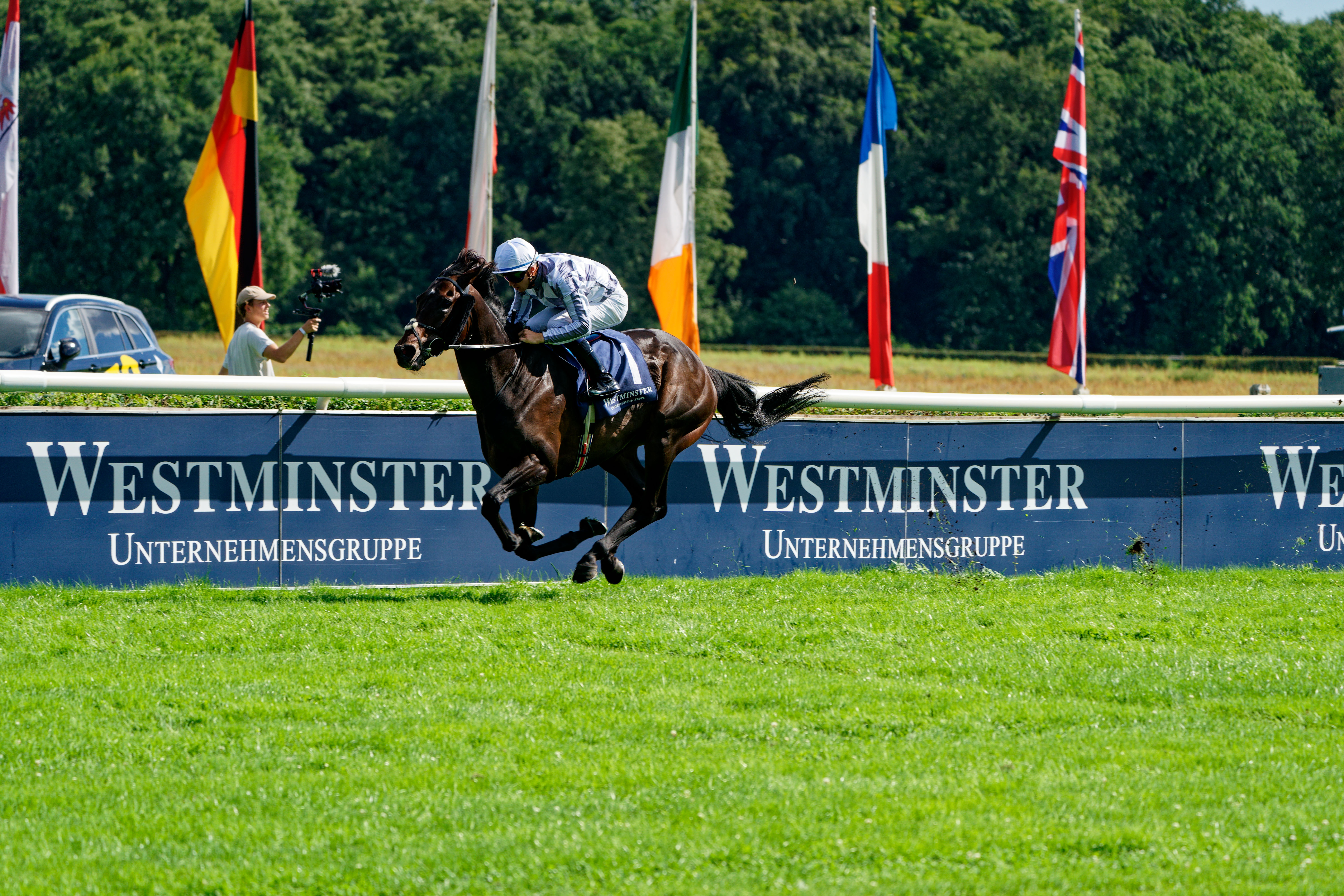
Der überlegene Sieger Al Riffa kurz vor dem Ziel

### Bilder von der Siegerehrung

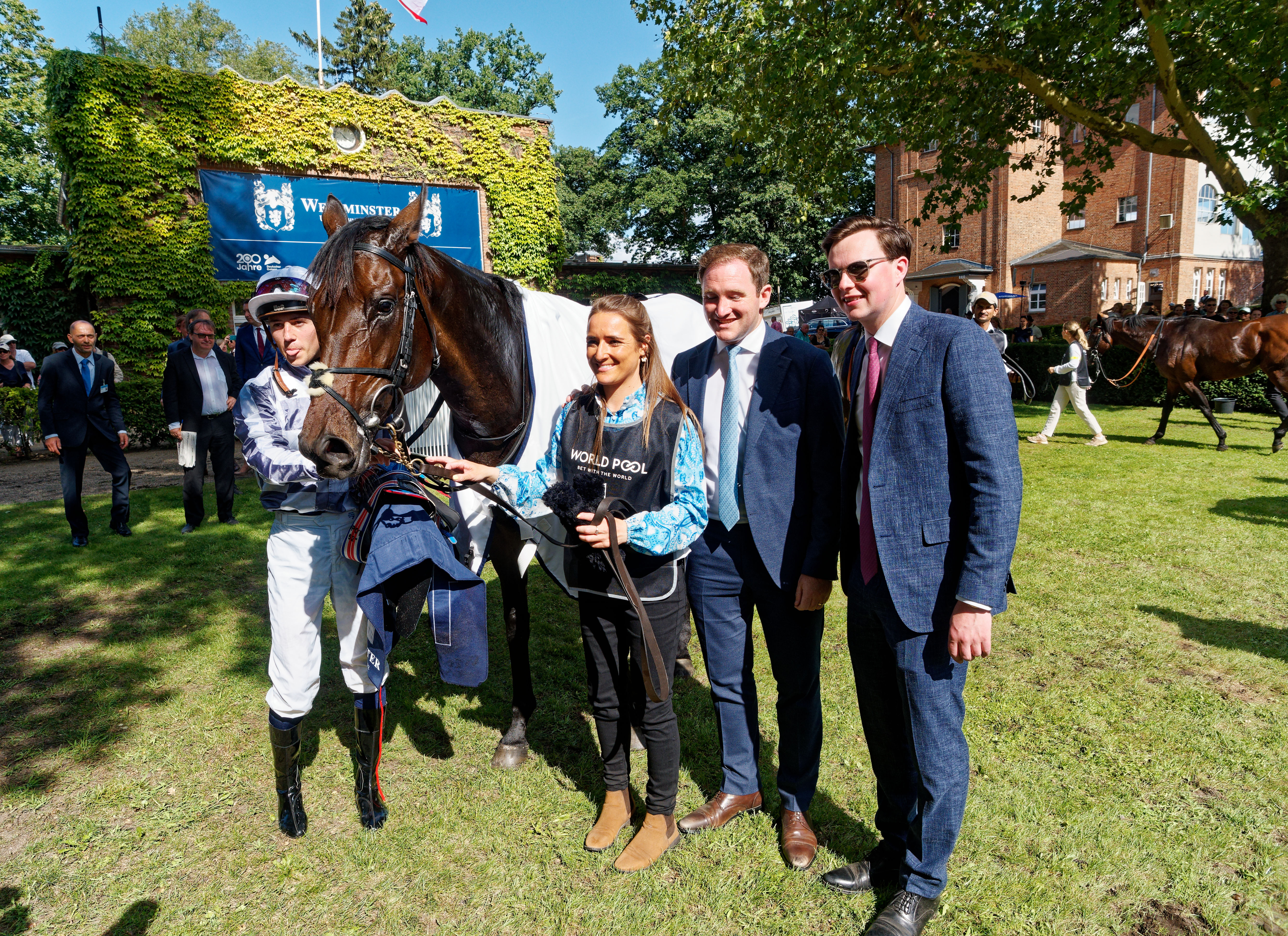
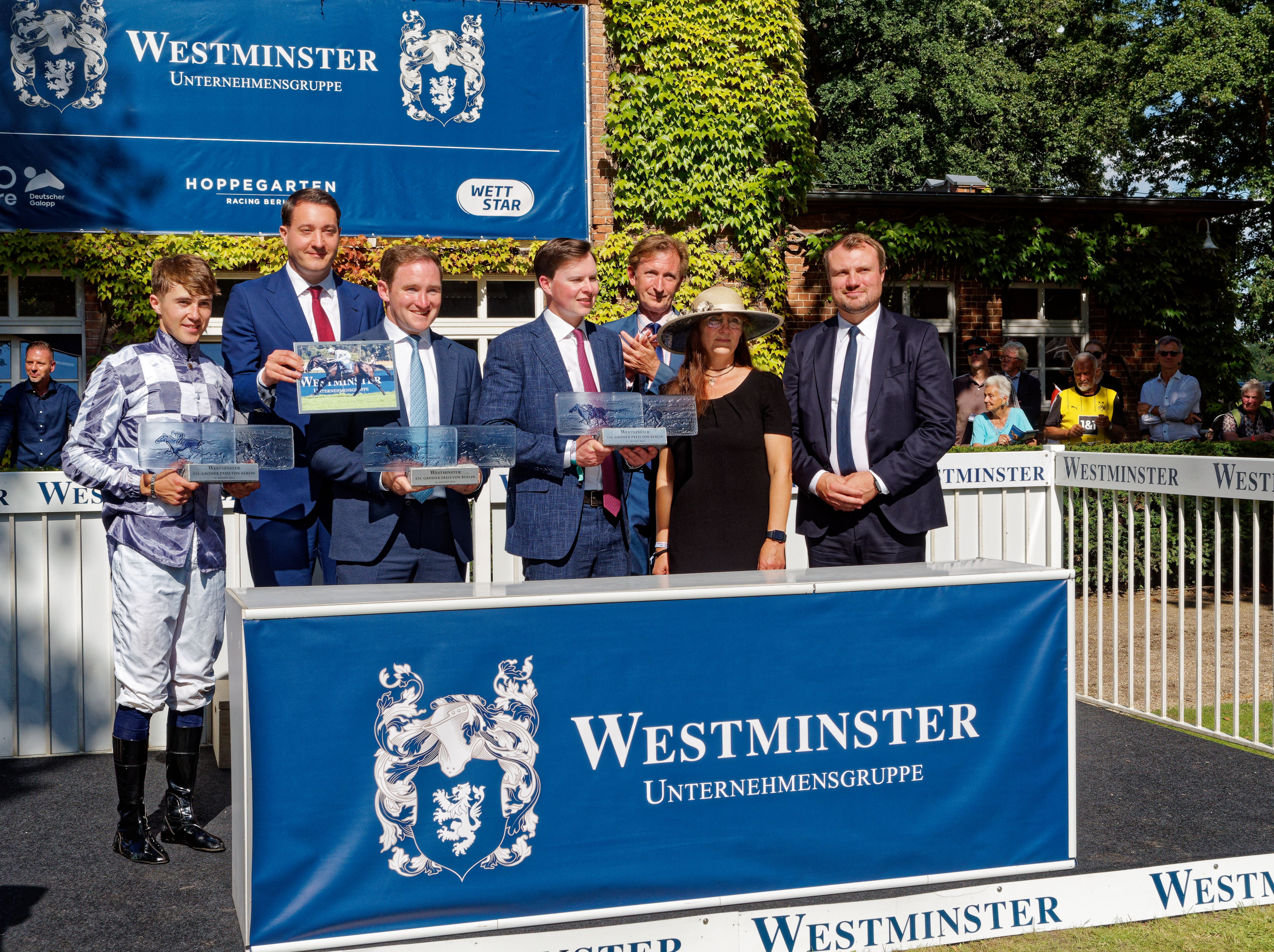
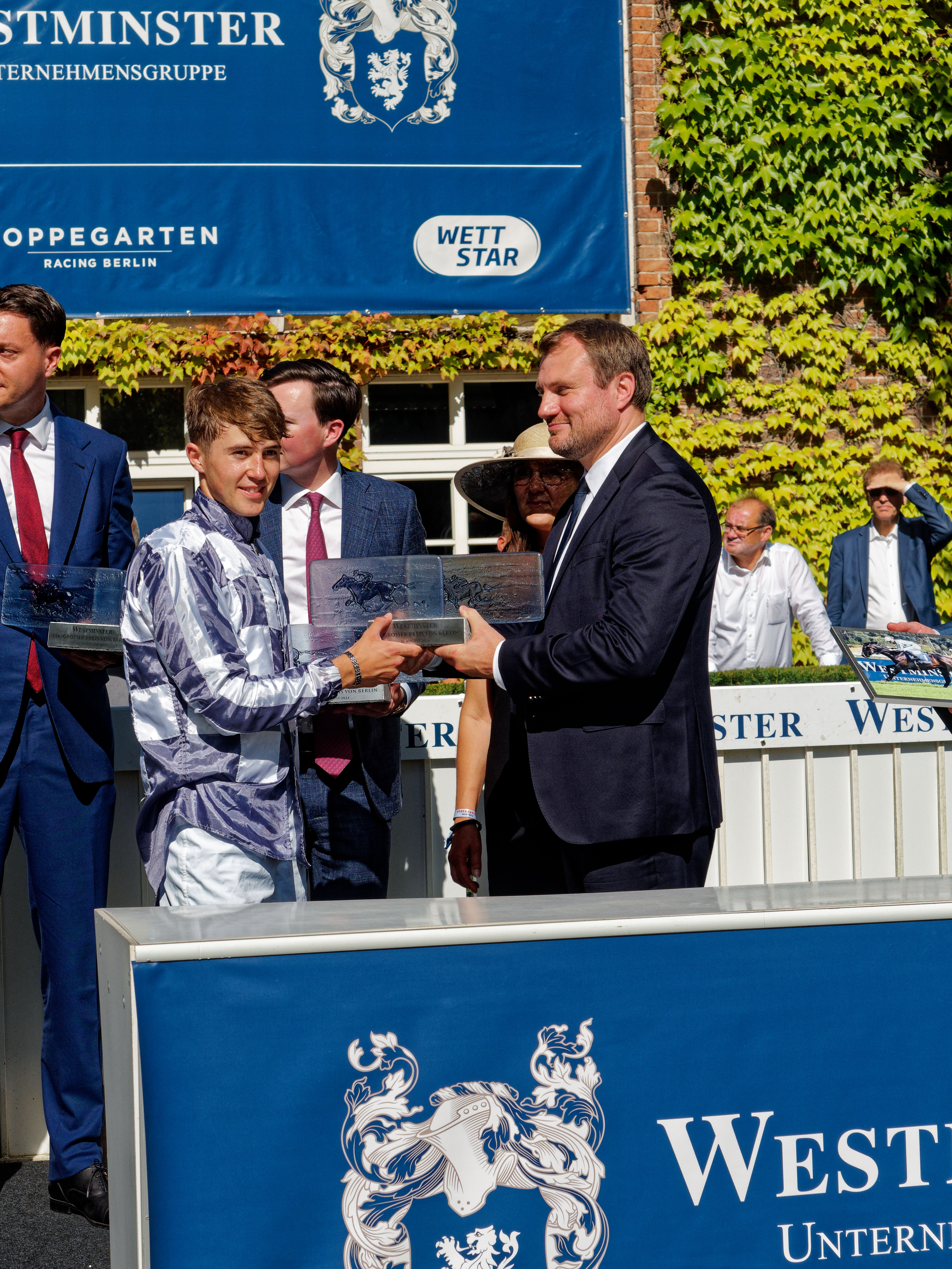

## Hauptsponsor
- Longines 2016–2021
- Westminster seit 2022

## TV-Übertragungen
Der Große Preis von Berlin war 2022 das erste deutsche Gruppe 1-Rennen, das in die Metropole Hongkong übertragen wurde. 